# 祇園井特
祇園 井特（ぎおん せいとく、宝暦5年〈1755年〉 - 文化12年〈1815年〉以降）は、江戸時代の京都の浮世絵師。

## 来歴
師系・姓不詳。俗称特右衛門。字は伯立。祇山井特、画奴井特、鴨川井特などと号す。印には不規則な楕円形（千鳥を表している）の中に「せい とく」と二行に記したものを使用している。なお、この印は享和2年（1802年）秋賛「歌妓図」（本居美濃賛、京都府立総合資料館蔵）から欠損が見られ、制作年を判断する目安に使える。京都･祇園町南側で井筒屋という青楼を経営し、淫薬、淫具を商って渡世を送った。寛政から文政期にかけて円山派の画風を私淑し、京都独特の艶麗さとアクのある作風をもって特異な肉筆美人画を多く描いた。円山派の絵師で美人画を多く描いた山口素絢に絵画を学んだともいわれる。特に大首絵による美人図は強烈な迫真性をもち、名状し難いリアルな雰囲気をもつものである。肉筆の美人画で大首絵を描くこと自体が稀有であるが、理想化された美人イメージを描き出す浮世絵美人画としては珍しく女性の個性が描き分けられており、時にモデルの容貌の欠点をも容赦なく描写するのが井特画の特徴である。1点のみ版本の挿絵があり、文政10年（1827年）に『墨絵草紙』の口絵を描いたといわれる。更に、京都の眼医者である柚木太淳著『解体瑣言』（寛政11年（1799年）刊）によると、著者が寛政9年（1797年）に腑分けをした時に、その記録画を制作したという。

## 作品
| 作品名                      | 技法         | 形状・員数     | 寸法（縦x横cm）  | 所有者                                     | 年代                    | 款記                                                                                      | 印章                                                               | 備考 |
| --------------------------- | ------------ | -------------- | ---------------- | ------------------------------------------ | ----------------------- | ----------------------------------------------------------------------------------------- | ------------------------------------------------------------------ | --- |
| 本居宣長七十二歳像          | 絹本着色     | 1幅            |                  | 本居宣長記念館                             | 享和元年（1801年） 9月  | 「皇都鴨川井特謹写」                                                                      | 「井特之印」朱文方印・「宇曰伯立」白文方印                         | 重要文化財。同名の作品が2種3点ある。もう1点は本居宣長記念館本と同じく鈴屋衣姿で、本居大平から平田篤胤に譲られ、現在は平田神社蔵。もう1点は下記参照。 |
| 本居宣長七十二歳像          | 絹本着色     | 1幅            |                  | 本居宣長記念館                             | 享和元年（1801年） 9月  | 「皇都鴨川井特謹写」                                                                      | 「井特之印」朱文方印・「宇曰伯立」白文方印（軸裏貼付）             | 宣長好みの古代紫の無文羽織を着用したもので、日常の1コマを写したものか。箱書きに、依頼者である殿村安守によって制作の事情が記されている。その一節に賛を書く時に失敗したとあり、実際左側の衣が切れているのは、この時切り取られたためであろう。また切り取り部にあったらしい井特の署名は、現在軸裏に貼り付けられている。 |
| 京美人図                    |              | 二曲一隻押絵貼 |                  | 本居宣長記念館（小津茂右衛門コレクション） |                         |                                                                                           |                                                                    | |
| 京美人夏化粧図              | 紙本着色     | 1幅            | 64.5x40.9        | 東京国立博物館                             | 文化-文政               | 「平安井特寫」                                                                            | 「宇曰伯立」白文方印・「せいとく」朱文千鳥印                       | |
| 美人と幽霊図                | 紙本着色     | 双幅           | 112.3x50.5（各） | 東京国立博物館                             | 文化-文政               |                                                                                           |                                                                    | |
| 文読む立美人図              | 絹本着色     | 1幅            | 104.3x33.7       | 東京国立博物館                             | 文化-文政               |                                                                                           |                                                                    | |
| 虎御前と十郎図              | 紙本着色     | 二曲一隻       | 128.2x162.7      | 出光美術館                                 | 享和2年（1802年）       | 裏面に「海上安全子孫繁栄 家門之磯光分 万世船霊神社 于時享和二壬年七月十七日 小野氏 敬白」 |                                                                    | 相模国大磯の遊女虎御前と、馴染みの客曽我十郎を描いたもの。虎御前は、十郎が仇討ちの折に討たれたため、19歳で尼になったといわれる女性。これは見立絵であるとされる。また絵の縁の上部に「奉納」とあることや、裏面の記載から、元は上方の商人が盛岡付近の神社に奉納した絵馬であったと考えられる。                          |
| 歌妓図                      | 紙本着色     | 1幅            |                  | ニューオータニ美術館                       |                         |                                                                                           |                                                                    | |
| 野外遊楽図                  | 紙本着色     | 六曲一隻       |                  | 千葉市美術館                               | 享和2年（1802年）       |                                                                                           |                                                                    | |
| 公卿と官女図                | 絹本着色     | 二曲一隻       | 153.0x160.0      | 千葉市美術館                               |                         | 「鴨川東○街井特寫」                                                                       |                                                                    | |
| 美人図                      | 紙本著色     | 双額           | 52.7x40.8（各）  | 摘水軒記念文化振興財団                     |                         | 共に「平安井特寫」                                                                        |                                                                    | |
| 紐を結ぶ女                  | 絹本着色     | 1幅            |                  |                                            |                         | 「鴨川井特冩」                                                                            | 「字曰伯立」白文方印・「せいとく」朱文千鳥印                       | 那須ロイヤル美術館（小針コレクション）旧蔵 |
| 子守り図                    | 紙本着色     | 1幅            |                  | 光記念館                                   |                         | 「鴨川井特冩」                                                                            | 「字曰伯立」白文方印・「せいとく」朱文千鳥印                       | 那須ロイヤル美術館（小針コレクション）旧蔵 |
| 太夫（花魁）道中図          | 絹本着色     | 二曲一隻       | 153.8x172.0      | 京都府立総合資料館（京都文化博物館）       | 1802年秋（享和2年）以前 | 「東山祇園街井特写」                                                                      | 「宇曰伯立」白文方印・「せいとく」朱文千鳥印                       | |
| 歌妓図                      | 紙本着色     | 1幅            | 101.0x32.8       | 京都府立総合資料館（京都文化博物館管理）   | 1802年（享和2年）秋以前 | 「平安井特写」                                                                            | 「宇曰伯立」白文方印・「せいとく」朱文千鳥印                       | 1804年（享和4年）の年期のある当時の持ち主が、本作品を市井で入手し愛玩したことを記した後賛がある。 |
| 町人男子図                  | 絹本着色     | 1幅            | 75.1x33.4        | 京都府立総合資料館（京都文化博物館管理）   | 文化期                  | 井特写                                                                                    | 「字曰伯立」白文方印・「井特之印」朱文方印・「せいとく」朱文千鳥印 | 人物は特定できないが、帯刀していないことから富裕な町人からの依頼か |
| 島原太夫図                  | 紙本着色     | 1幅            |                  | 京都府立総合資料館（京都文化博物館管理）   | 文化12年（1815年）      |                                                                                           |                                                                    | |
| 手あぶり美人図              | 絹本着色     | 1幅            | 130.5x62.6       | 京都府立総合資料館（京都文化博物館）       |                         | 「井特写」                                                                                | 「宇曰伯立」白文方印・「せいとく」朱文千鳥印                       | |
| 遊女宮城野図                |              |                |                  | 京都市立芸術大学芸術資料館                 |                         |                                                                                           |                                                                    | |
| 立美人図                    | 絹本着色     | 1幅            | 113.4x39.4       | 奈良県立美術館                             | 1802年（享和2年）秋以前 | 「平安井特写」                                                                            | 「宇曰伯立」白文方印・「せいとく」朱文千鳥印                       | 大津の俳諧師・木村騏道賛 |
| 太夫図                      | 絹本着色     | 1幅            | 130.5x62.6       | 奈良県立美術館                             |                         | 「鴨川東祇山井特写」                                                                      | 「宇曰伯立」白文方印・「井特之印」朱文方印                         | 上記の「島原太夫図」と類似。 |
| 達磨図                      | 紙本着色     | 1幅            | 43.1x53.5        | 奈良県立美術館                             |                         | 「井特写」                                                                                | 「宇曰伯立」白文方印・「井特之印」朱文方印                         | |
| 芳淑院履善和上五十歳寿像    |              |                |                  | 浄泉寺（島根県）                           | 1803年（享和3年）       |                                                                                           |                                                                    | |
| 群婦遊宴図                  | 紙本着色     | 1幅            |                  | 福岡市博物館                               |                         |                                                                                           |                                                                    | |
| 美人観桜図                  | 絹本着色     | 1幅            |                  | 福岡市博物館                               |                         |                                                                                           |                                                                    | |
| 幽霊図                      | 紙本墨画淡彩 | 1幅            | 111.0x56.6       | 福泉寺（佐賀県白石町）                     | 寛政-文化期             | 「東山画奴井特寫」                                                                        | 「字曰伯立」白文方印・「せいとく」朱文千鳥印                       | |
| 三味線美人図                | 紙本着色     | 1幅            | 89.8x32.0        | 熊本県立美術館                             |                         | 「東山画奴井特寫」                                                                        | 「字曰伯立」白文方印・「せいとく」朱文千鳥印                       | |
| 歌妓恵以路図                | 絖本着色     | 1幅            | 70.4x34.4        | 熊本県立美術館                             |                         | 「平安井特寫」                                                                            | 「井特之印」朱文方印・「字曰伯立」白文方印                         | 画中に「歌妓恵以路之圖」とあり、実在した芸妓の肖像と見られる。 |
| 山本勘助像                  | 紙本着色     | 1幅            | 123.6x39         | フリーア美術館                             |                         | 「山本勘助晴義 祇山井特寫」                                                               | 「字曰伯立」白文方印・「せいとく」朱文千鳥印                       | |
| 口紅                        | 紙本着色     | 1幅            | 63.6x41          | フリーア美術館                             |                         | 「平安井特寫」                                                                            | 「井特之印」朱文方印・「字曰伯立」白文方印                         | |
| Men and Women at a Festival | 紙本着色     | 1幅            | 100.33x38.1      | ミネアポリス美術館                         |                         |                                                                                           | 「字曰伯立」白文方印・「せいとく」朱文千鳥印                       | |
| 上方美人図                  | 絹本着色     | 1幅            | 83.82x33.34      | ミネアポリス美術館                         |                         | 「平安井特寫」                                                                            | 「字曰伯立」白文方印・「せいとく」朱文千鳥印                       | |
| 美人図                      | 紙本着色     | 1幅            | 56.6x44          | クリーブランド美術館                       |                         | 「東山画収井特寫」                                                                        | 「宇日伯立」白文方印・「せいとく」朱文千鳥印                       | |
| 美人図                      | 紙本着色     | 1幅            | 194.3x23.5       | クリーブランド美術館                       |                         |                                                                                           |                                                                    | |
| 浴衣美人図                  | 紙本着色     | 1幅            |                  | ギメ東洋美術館                             |                         |                                                                                           |                                                                    | |
| 立美人図                    |              |                |                  | ライデン国立民族学博物館                   |                         |                                                                                           |                                                                    | |
| 美人図                      | 紙本著色     | 額1面          | 60.5x40.0        | ケルン東洋美術館                           |                         | 「皇都 井特写」                                                                           | 「宇日伯立」白文方印・「せいとく」朱文千鳥印（欠有）               | |